# Фанк-метал
Фанк-метал (англ. funk-metal) — один з різновидів «альтернативного металу», який народився в результаті синтезу елементів металу, пост-панку, хардкору, гранджу і «чорного» стилю фанк.
Прототипом такого синтезу стали деякі твори Led Zeppelin (такі, як «Lemon Song», «Crunge», «Dancing Days», «D'Yer Mak'er» тощо), творчість Sly & The Family Stone, Tower Of Power та інші. На початку — середині 80-х з фанком почали експериментувати Red Hot Chili Peppers (які захопилися також і репом) і Fishbone (останні, крім фанку, широко застосовували елементи ска). Елементи фанку використовували також батьки «альтернативи» — Faith No More, Jane's Addiction (поряд з реггі), і Living Colour.
З назви стилю зрозуміло, що в фанк-металі яскраво виражена фанк-складова, що позначається у використанні характерних витіюватих мелодізованих ліній басу, хитрих синкопованих ритмів, приджазованних нестійких гармоній. Звучання фанк-метал-команд дещо проріджують через необхідність «показати» віртуозну басову партію, а також через велику кількість пауз в ритмічних малюнках. Слід відзначити також специфічний «квакаючий» тембр гітари. Втім, назвати якусь команду, яка грала б виключно фанк-метал, досить важко. Звичайно ж цей стиль у своїй «чистоті» простежується або на рівні окремих композицій, або поєднується з іншими стильовими компонентами (як, наприклад, у Rollins Band, Chronic Future, Dink, Orange 9mm, Bloodhound Gang та ін.)

## Ключові артисти та альбоми
- Red Hot Chili Peppers «Blood Sugar Sex Magik» (1991)
- Primus «Sailing the Seas of Cheese» (1991)
- Fishbone «Reality of My Surroundings» (1991)
- Faith No More «Angel Dust» (1992)
- Rollins Band «End of Silence» (1992)